# Fritz Neumann
Fritz Neumann (Warnemünde, 23 d'abril de 1854 - Heidelberg, 3 de febrer de 1934) fou un romanista alemany.

## Vida i obra
Neumann es va doctorar l'any 1876 a la Universitat d'Heidelberg amb una tesi dirigida per Karl Bartsch sobre els elements germànics en occità i francès amb el títol Die germanischen Elemente in der provenzalischen und französischen Sprache ihren lautlichen Verhältnissen nach behandelt. La tesi d'habilitació, de 1878, també a Heidelberg, fou Zur Laut- und Flexionslehre des Altfranzösischen, hauptsächlich aus pikardischen Urkunden von Vermandois (Heilbronn 1878) (fonètica i morfologia del francès antic, particularment a partir de documents del Vermandois). El 1881 va ser nomenat catedràtic extraordinari a Heidelberg. De 1882 a 1890 fou el primer professor de Filologia Romànica a Friburg i de 1890 fins a 1924 també el primer catedràtic de Filologia Romànica a la Universitat d'Heidelberg.
No fou un autor prolífic però sí un gran mestre, com reconeixien els seus alumnes. Entre els seus alumnes hi hagué Emil Levy, Leonardo Olschki o Karl Vossler, entre d'altres. Fou durant molt d'anys (1880-1929) editor de la revista Literaturblatt für germanische und romanische Philologie. El 1909, any de la fundació de la institució, va ser nomenat membre de l'Acadèmia de Ciències d'Heidelberg.

## Altres obres
- Die romanische Philologie. Ein Grundriss, Leipzig 1886 (it. La filologia romanza, Castello 1893)